# (878) Милдред
878 Милдред (878 Mildred) — астероид главного астероидного пояса. Открыт 6 сентября 1916 г. американским астрономом Сетом Барнсом Николсоном в обсерватории Маунт-Вилсон, США. Впоследствии астероид был потерян, и обнаружен вновь в 1985 и 1991 гг.
Астероид назван в честь Милдред Шепли Метьюз, дочери американского астронома Харлоу Шепли.
Милдред не пересекает орбиту Земли и обращается вокруг Солнца за 3,63 юлианских лет.